# Blumeopsis
Blumeopsis es un género de plantas fanerógamas perteneciente a la familia de las asteráceas. Comprende 2 especies descritas y  aceptadas.

## Taxonomía
El género fue descrito por François Gagnepain y publicado en Bulletin du Muséum National d'Histoire Naturelle 26: 75. 1920. La especie tipo es  Blumeopsis flava (DC.) Gagnep.

## Especies
- Blumeopsis falcata (D.Don) Merr.
- Blumeopsis flava (DC.) Gagnep.